# Justicia coppenamensis
Justicia coppenamensis är en akantusväxtart som beskrevs av D.C. Wasshausen. Justicia coppenamensis ingår i släktet Justicia och familjen akantusväxter. Inga underarter finns listade i Catalogue of Life.